# Arbre fouetté par le vent
 (octobre 2014).
Si vous disposez d'ouvrages ou d'articles de référence ou si vous connaissez des sites web de qualité traitant du thème abordé ici, merci de compléter l'article en donnant les références utiles à sa vérifiabilité et en les liant à la section « Notes et références ».
Arbre fouetté par le vent est un tableau peint par Vincent van Gogh en août 1883, avant qu'il ne quitte La Haye. Ses dimensions sont de 35 × 47 cm. Volée à Zurich en 1997 dans une collection privée, cette œuvre est perdue.[réf. souhaitée]